# (11148) Einhardress
(11148) Einhardress est un astéroïde de la ceinture principale.

## Description
(11148) Einhardress est un astéroïde de la ceinture principale. Il fut découvert le 7 décembre 1997 à Caussols par le projet ODAS. Il présente une orbite caractérisée par un demi-grand axe de 2,45 UA, une excentricité de 0,12 et une inclinaison de 3,9° par rapport à l'écliptique.

## Compléments